# Aguiã

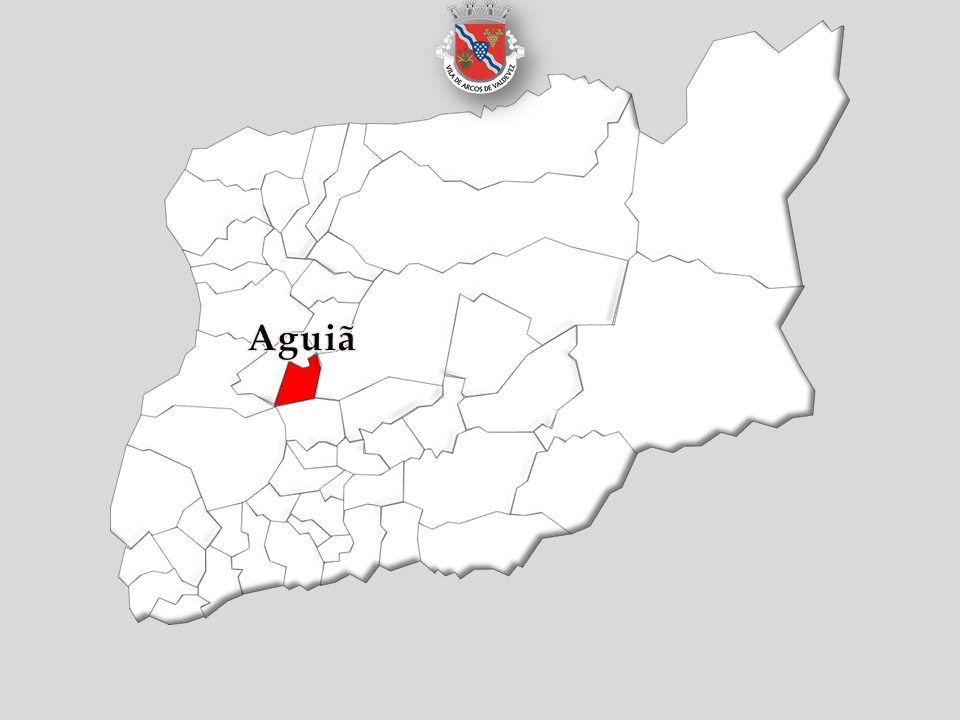
Localização da Freguesia de Aguiã no Município de Arcos de Valdevez

Aguiã é uma povoação portuguesa sede da Freguesia de Aguiã do Município de Arcos de Valdevez, freguesia com 3,81 km² de área e 707 habitantes (censo de 2021)., tendo, por isso, uma densidade populacional de 185,6 hab./km².

## História
Até ao século XVII era denominada Guei, nome que provém muito provavelmente da influência da família de um cavaleiro chamado Guy de Mouton que veio com o Conde D. Henrique e ao qual foram atribuídas terras nesta região.
Sabe-se, pelas inquirições regias do século XIII, que dois cavaleiros do tempo de D. Dinis de Portugal, Duram Martins de Guei e Martim Peres Carneiro, aqui possuíam terras. Existe atualmente uma casa senhorial pertencente à família, com uma torre medieval no centro. Não se sabe ao certo se a torre já existia no tempo destes dois cavaleiros.
Mais tarde, por volta de 1460, sendo esta freguesia conhecida por Santo Tomé de Aguião, aparece o primeiro senhor da torre de Aguiã, Diogo Lopes de Aguião, cuja descendência e casa se prolonga até os nossos dias.

## Demografia
A população registada nos censos foi:
| Ano  | 0-14 Anos | 15-24 Anos | 25-64 Anos | > 65 Anos |
| 2001 | 119       | 123        | 337        | 153       |
| 2011 | 91        | 71         | 388        | 155       |
| 2021 | 66        | 72         | 340        | 229       |

## Património
- Casa e Quinta de Aguiã

## Ligações externa
- - Fontes Histórica, A Freguesia nas Memórias Paroquiais, Infogenial, Município de Arcos de Valdevez 2022